# Tweede Kamerverkiezingen 1981/Kandidatenlijst/PSP
Dit is de kandidatenlijst voor de Tweede Kamerverkiezingen 1981 van de Pacifistisch Socialistische Partij (PSP). De partij had een lijstverbinding met de CPN.

## Landelijke kandidaten
- vet: verkozen
- schuin: voorkeurdrempel overschreden

1. Fred van der Spek - 122.489 stemmen
2. Andrée van Es - 29.713
3. Wilbert Willems - 1.262
4. Bram van der Lek - 7.266
5. Rudi Boon - 423
6. Titia Bos - 9.102
7. Gied ten Berge - 236
8. Jan Muytjens - 441
9. Pieternel Rol - 677
10. Erik Meijer - 367
11. Pier van Gorkum - 149
12. Joop Vogt - 200

## Regionale kandidaten
De plaatsen vanaf 13 op de lijst waren per kieskring verschillend ingevuld.

### 's-Hertogenbosch
1. Jan Vrolijk - 379
2. Aad Sweep - 23[1]
3. Wilbert ter Meulen - 75
4. Josje Hendriks - 91
5. Fer Oerlemans - 28
6. Eef van den Berg - 51
7. Frits Immerzeel - 18
8. Paul Ram - 119
9. Bouwe Kalma - 52[2]
10. Aart Versloot - 26
11. Rian Peeters - 37
12. Ad Huijsman - 18
13. Paul van Dooren - 23
14. Frans Wijnhoven - 21
15. Marjanne Stas - 101
16. Okko Lems - 16
17. Bertus van der Leeuw - 32
18. Tinus Wijnakker - 61

### Tilburg
1. Ingrid Rompa-van Rooij - 56
2. Jacques Uitterhoeve - 24
3. Ad Bakker - 50
4. Jeroen de Brouwer - 58
5. Nico Garritsen - 114
6. Jan van Oort - 17
7. Jan de Groen - 31
8. Christa Thoolen - 84
9. Ad Bijma - 24
10. Alex van Zundert - 20
11. Peter van Stratum - 6
12. Luc Donk - 9
13. Dymphie van Loon - 34
14. Marcel Rensen - 30
15. Paul van Dun - 13
16. André van der Velden - 13
17. Kees van Zijl - 9
18. Paul Kuijpers - 38

### Arnhem
1. Willem van Ballegooyen - 82
2. Jan de Goede - 69
3. Dick Bouwmeester - 13
4. Gerrit van den Berg - 18
5. Constans Pos - 40[1]
6. Sake van der Schaaf - 14
7. Leoni Sipkes-van Zijl - 66
8. Willem Teering - 118
9. Gerrit van der Heide - 4
10. Coby Koning - 65
11. Thole Feith - 14
12. Jos Vergouwen - 12
13. Theo Haffmans - 15
14. Peter van Vught - 29
15. Dirk van Uitert - 11
16. Stef de Wit - 29
17. Bert Bruil - 10
18. Lex Burdorf - 22

### Nijmegen
1. Luuk Witsenhuijsen - 233
2. Constans Pos - 18[1]
3. Wenny Jansen-Hubers - 40
4. Chris Peeters - 151
5. Wenda Procee - 73
6. Peter Breedveld - 15
7. Gerrie Wissink - 39
8. John Hontelez - 27[3]
9. Wolf Bouma - 23
10. Bouwe Kalma - 59[2]
11. Rob Steinbuch - 0[1]
12. Bob van Schijndel - 5[1]
13. Theo Engelen - 3
14. Frans Janssen - 2
15. Kees van Laren - 1[1]
16. Aad Sweep - 0[1]
17. Bert Tiddens - 3[3]
18. Adri Wever - 11[1]

### Rotterdam
1. Bouwe Kalma - 480[2]
2. Aad Plaisier - 10
3. Ate Flapper - 39[1]
4. Wilke Vos - 18
5. Peter van Hemert - 16
6. Martin van Rossum - 8
7. Marijke de Jong - 33[3]
8. Jos Noordhuizen - 2
9. Nelis Oosterwijk - 20
10. Leo Zeef - 10[1]
11. John van der Meulen - 28
12. Sietske van Putten - 110
13. Bernhard de Kievit - 24
14. Marc Chomette - 13
15. Chris van der Born - 15
16. Max Ludwig - 5
17. Eddy Blanc - 14
18. John Hontelez - 14[3]

### 's-Gravenhage
1. Koert Vrijhof - 94[1]
2. Lambert Meertens - 5[3]
3. Hans van Oel - 45
4. Kees van Laren - 3[1]
5. Bert Tiddens - 2[3]
6. Bram Kragtwijk - 18
7. Eric Köhler - 21
8. Bouwe Kalma - 54[2]
9. Pieter de Jong - 14
10. To van Albada - 33
11. Tom Pitstra - 0[3]
12. Ger van Rooijen - 12
13. Christiaan La Poutré - 12
14. Geertje van Silfhout - 57
15. Wim Kok - 9[3]
16. Marion Stein - 48
17. Alfred Bouman - 11
18. Bert Dekkers - 24

### Leiden
1. Margo Berg - 138
2. Wim van Breemen - 14
3. Paul van der Burg - 17
4. Willem van Duyn - 43
5. Ine Elzinga - 25
6. Bouwe Kalma - 54[2]
7. Kwis Kraus-van Essen - 17
8. Piet Lansbergen - 9
9. Marianne Passchier - 109[3]
10. Willem Plug - 9
11. Annelies Ponsen - 42
12. Marike Radstaake - 26
13. Lex Spaans - 22
14. Hans van Steenis - 2
15. Evert-Jan van Vliet - 6
16. Robert van der Vos - 20
17. Henk van der Zanden - 9
18. Rob Zwart - 19

### Dordrecht
1. Bouwe Kalma - 199[2]
2. Marianne Passchier - 61[3]
3. Ate Flapper - 15[1]
4. Bert Tiddens - 1[3]
5. Hans van 't Hof - 27
6. Marijke de Jong - 26[3]
7. Antoine Weijzen - 82
8. Ger Groenenboom-van Tol - 32
9. Piet Leunis - 5
10. Eric Dijkhuizen - 37
11. Henk Broere - 16
12. Truus Molenberg - 39
13. Koert Vrijhof - 15[1]
14. Leo Zeef - 61[1]
15. Jaap van der Bie - 6
16. Koos Kortland - 17
17. Jan de Leeuw van Weenen - 14
18. Chris Moorman - 21

### Amsterdam
1. Frank Köhler - 15
2. Bob van Schijndel - 96[1]
3. Lambert Meertens - 19[3]
4. Bouwe Kalma - 144[2]
5. Titia van Leeuwen - 119
6. Peter Zwart - 24[3]
7. Marlies Stouthard - 130
8. Luuk Wijmans - 13
9. Rob Lange - 27
10. Helco Mulder - 10
11. Lenneke Overmaat - 29[1]
12. Hans Reij - 12
13. Huib de Vet - 7
14. Nico Helder - 10
15. Els van den Bent - 54
16. Paulus de Wilt - 5
17. Fred Gersteling - 12
18. Wim Kok - 42[3]

### Den Helder
1. Dirk Mooij - 76
2. Johan Eland - 105
3. Chris Zandvoort - 28
4. Henny Winkel - 61
5. Arie van Soolingen - 33
6. Ed van Dalsem - 13
7. Kina van Leijenhorst - 42
8. Margriet Punt-Oeldrich - 46
9. Jos Vlaar - 43
10. Ger Helder - 21
11. Tom van den Ham - 15
12. Sophie Hiddema - 54
13. Ysbrand van der Veen - 17
14. Didi Groen - 16
15. Rob Deckwitz - 13
16. Henk de Regt - 4
17. Piet Kemper - 13
18. Peter Zwart - 17[3]

### Haarlem
1. Bouwe Kalma - 86[2]
2. Erna Booij-Westervaarder - 69
3. Rie Boeve-Bant - 33
4. Ben Evers - 127
5. Richard Goedhart - 5
6. Ab Kloosterman - 24
7. Wim Kok - 36[3]
8. Peter Korzelius - 12
9. Evert Landré - 15
10. Bep van der Lee - 39
11. Bert Miltenburg - 6
12. Marinus Oostenbrink - 42
13. Lenneke Overmaat - 64[1]
14. Leo Platvoet - 77
15. Robert Schoondergang - 41
16. Stef van den Wakker - 29
17. Ron Leijser - 26
18. Peter Zwart - 20[3]

### Middelburg
1. Hans Dupré - 7
2. Hetty Schuh - 32
3. Guido Piscaer - 20
4. Jaap Goetheer - 8
5. Marlies Jongejan - 18
6. Frans van Kollem - 20
7. Rieni de Rijke - 7
8. Heleen van Wijnen - 6
9. Baart Kaiser - 8
10. Henk Meijer - 10
11. Jan Goedman - 9
12. Martha Vergouwe - 7
13. Kees Heestermans - 3
14. Henk Veerman - 7
15. Peter van den Berg - 6
16. Derk Blom - 3
17. Jaap Flohil - 13

### Utrecht
1. Camiel Verhamme - 21
2. Arend Knot - 21
3. Rob Steinbuch - 23[1]
4. Peter Kretzschmar - 8
5. Henk Zandvliet - 46
6. Bouwe Kalma - 91[2]
7. Marijke de Jong - 169[3]
8. Anne Fennema - 41
9. Klaas Levinga - 8
10. Marko Mazeland - 7
11. Theo Miltenburg - 15
12. Wim van der Wal - 14
13. Henk Roor - 8
14. Marja van Charante - 38
15. Ron van Aalst - 7
16. Hans Kuiper - 13
17. Ria van Haften - 48
18. Margot Verhamme-Mombers - 25

### Leeuwarden
1. Jopie van der Werf - 161
2. Pyt Jon Sikkema - 70
3. Jan Roest - 25
4. Tineke Mak - 76
5. Tinie van Koningsveld - 45
6. Jan Jansma - 21
7. Miep Tuijnman-Hiemstra - 11
8. Wijnand Thoomes - 2
9. Bart Kingma - 9
10. Alex Wassenaar - 12
11. Herman Riezebos - 6
12. Andries Steegstra - 1
13. Anneke Bakker-Witte - 12
14. Jan van der Woude - 8
15. André Rijnbeek - 14
16. Dini Sirag-van Duin - 5
17. Piet Meerdink - 9
18. Wick Melius - 11

### Zwolle
1. Adri Wever - 31[1]
2. Hein Blankers - 3
3. Harm ter Haar - 31
4. Hans Vingerhoeds - 72
5. Rein Vrielink - 26
6. Margriet Potharst - 50
7. Sam Terpstra - 11
8. Maarten van der Wal - 12
9. Karel Mulder - 26
10. Jan Bosch - 11
11. Boelie Elzen - 8
12. Wil Meijer-Straver - 19
13. Henk Heukers - 9
14. Roelof Pit - 4
15. An Disberg-Eversteijn - 19
16. Hanneke van der Heide-Allewijn - 30
17. Ben ten Voorde - 17
18. Jos Eilert - 21

### Groningen
1. Sander Doeve - 289
2. Jan Bos - 53
3. Roelf Ronda - 46
4. Bouwe Kalma - 48[2]
5. Tom Pitstra - 53[3]
6. Jan Knottnerus - 23
7. Cora Mulder - 145
8. Nikkel Reinhoud - 8
9. Tine Knigge - 41
10. John Hontelez - 1[3]
11. Theo Zaal - 20
12. Arnaud Kiers - 12
13. Dianda Veldman - 67
14. Anneke Buurman-Ploeger - 36
15. Erik Schaap - 13
16. Matty Siersema - 21
17. Hans Boer - 13
18. Eiko de Vries - 17

### Assen
1. Bé Schuilingh - 24
2. Wilfred Hoejenbos - 39
3. Lo van Veen - 10
4. Tilly Hilvers - 22
5. Marga Mulder - 23
6. Dieneke Zwiers - 12
7. Bouwe Kalma - 9[2]
8. Tom Pitstra - 8[3]
9. Harmen van Houten - 6
10. Joop Markerink - 6
11. Frans Scholte - 8
12. Harry Titawano - 35
13. Lambert Meertens - 0[3]
14. Marianne Passchier - 5[3]
15. Anneke Omvlee - 10
16. Lia van Laarhoven - 8
17. Gerrit Gorter - 6
18. Arnout van Doorninck - 13

### Maastricht
1. Pieterjan Hendriks - 83
2. Robert Jan Wesly - 135
3. Marry Brokking - 108
4. Eric Hermans - 125
5. Erik Caris - 55
6. Mien Mertens - 106
7. Paula Timmermans - 111
8. John Essers - 63
9. Jos Meeuws - 107
10. Piet Rooijackers - 48
11. Jan Kouwenberg - 25
12. Vincent Grummer - 57
13. Jan Bruist - 8
14. Matthieu Joosten - 59
15. Marjo Knapen - 75
16. Martin Mourik - 74
17. Wilma Peeters-Visser - 45
18. Sef Hoedemakers - 67

PvdA · CDA · VVD · D'66 · SGP · PPR · CPN · GPV · PSP · Rechtse Volkspartij · DS'70 · RKPN · Partij van Rijksgenoten · Kleine Partij · God Met Ons · Nederlandse Evolutie Partij · Leefbaar Nederland · SP · De Vrede Partij · RPF · Realisten '81 · IKB · NVU · Centrumpartij · Partij tot Likwidatie van Nederland · Wereld Welzijns Bewustwording · EVP · SOS
1959 · 1963 · 1967 · 1971 · 1972 · 1977 · 1981 · 1982 · 1986 · 1989